# Lotte Koch

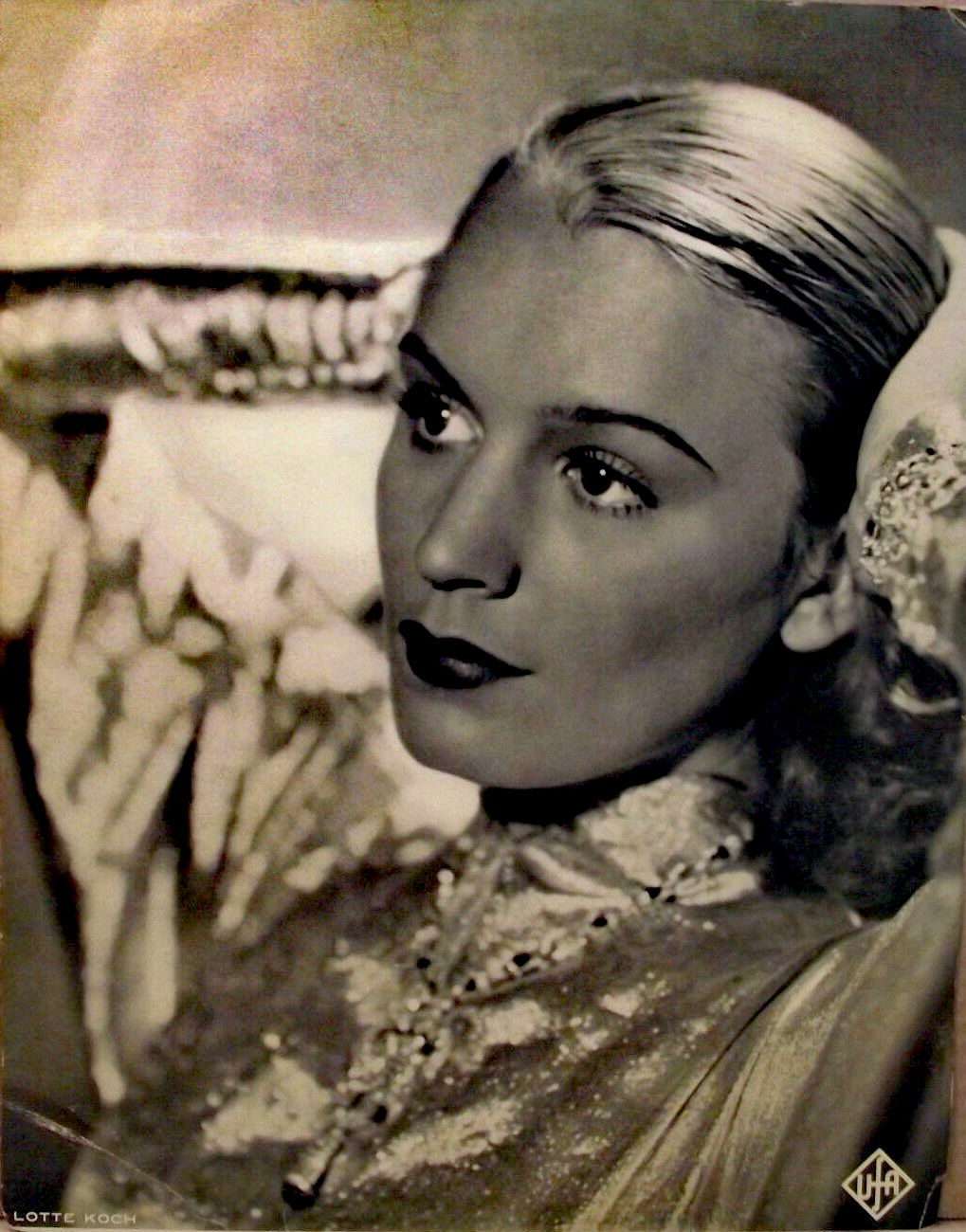
Lotte Koch

Lotte Koch (* 9. März 1913 in Brüssel als Luise Charlotte Koch; † 7. Mai 2013 in Unterhaching) war eine deutsche Schauspielerin.

## Leben
Nach dem Schulabschluss besuchte Lotte Koch die Hochschule für Bühnenkunst in Düsseldorf unter Louise Dumont. Ihr erstes Theaterengagement erhielt sie 1931 in Heidelberg. Weitere Theaterstationen waren das Schauspielhaus Zürich (1935–1936), das Volkstheater Wien (1938–1939) sowie die Hamburger Kammerspiele. Dabei spielte sie klassische Heldinnenrollen wie die Luise in Kabale und Liebe und die Helena in Jean Giraudoux’ Der trojanische Krieg findet nicht statt.

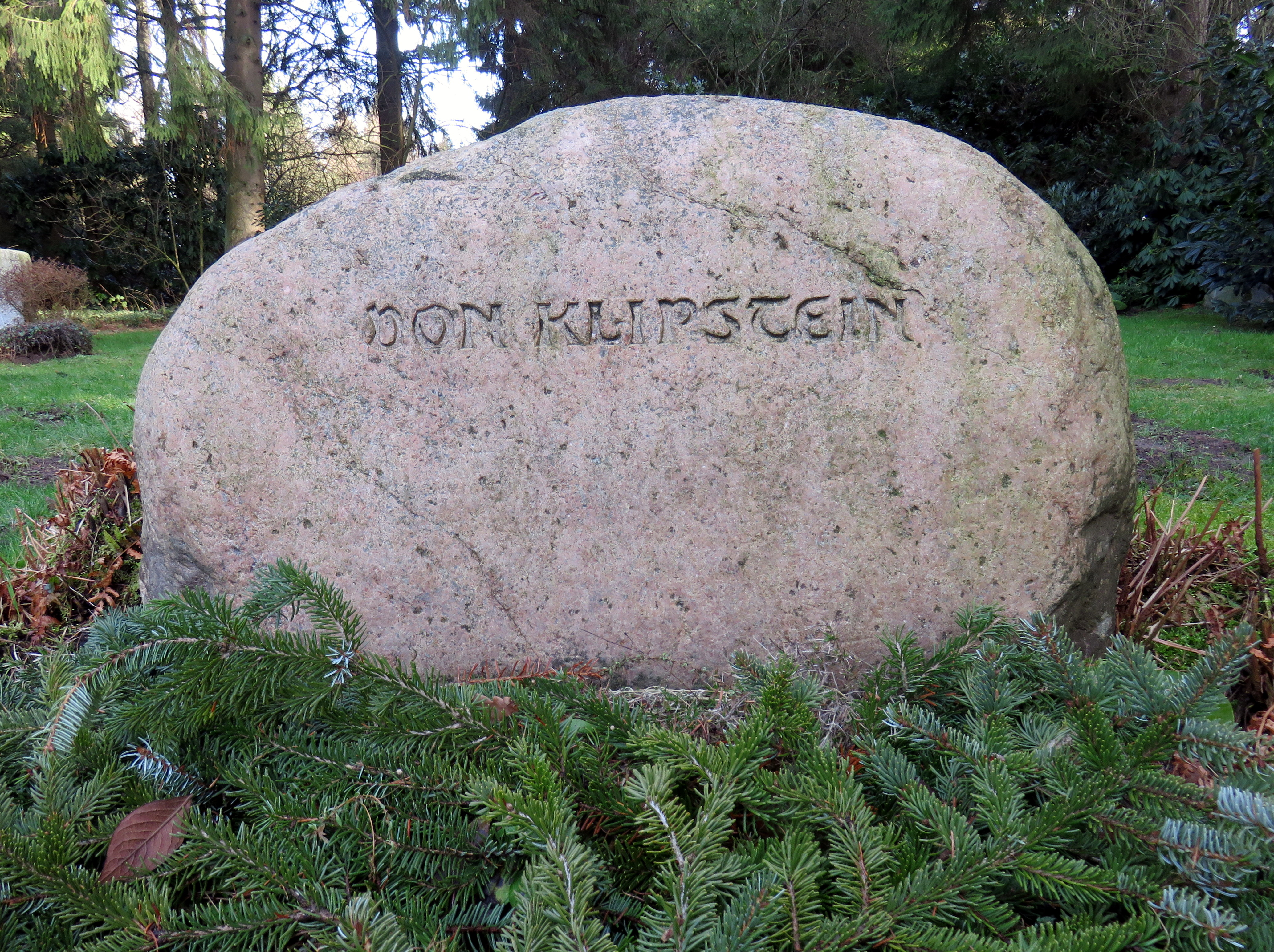
Grabstein von Klipstein, Waldfriedhof Volksdorf, der letzten Ruhestätte von Lotte Koch

Obwohl sie bereits 1936 in Géza von Bolvárys Nestroy-Adaption Lumpacivagabundus ihr Spielfilmdebüt gab, folgten erst ab 1940 regelmäßige Auftritte in Filmproduktionen. Koch stand 1944 in der Gottbegnadeten-Liste des Reichsministeriums für Volksaufklärung und Propaganda.
Sie spielte u. a. neben Zarah Leander in Das Herz der Königin, neben Gustaf Gründgens im Drama Friedemann Bach, Morituri und die weibliche Hauptrolle neben Hans Albers im Drama … und über uns der Himmel. 1953 beendete sie ihre Karriere fast vollständig. Lediglich 1975 übernahm sie ein letztes Mal für die Fernsehserie Motiv Liebe eine Gastrolle. 
Sie war in zweiter Ehe mit dem Schauspieler Ernst von Klipstein verheiratet, nach der Scheidung heiratete sie dessen Bruder Dieter von Klipstein, einen Bundeswehr-Offizier. Ab 1996 lebte sie mit ihrem dritten Ehemann in einem Unterhachinger Wohnstift. Lotte Koch verstarb im Mai 2013 im Alter von 100 Jahren in Unterhaching bei München. Die Asche von Lotte Koch wurde im Grab ihres zweiten Ehemannes auf dem Waldfriedhof Volksdorf in Hamburg beigesetzt; ihr Name ist nicht auf dem Grabstein vermerkt.

## Filmografie (Auswahl)
- 1936: Lumpacivagabundus
- 1940: Das Herz der Königin
- 1940: Achtung! Feind hört mit!
- 1941: Friedemann Bach
- 1941: Anschlag auf Baku
- 1943: Germanin – Die Geschichte einer kolonialen Tat
- 1943: Du gehörst zu mir
- 1944: Aufruhr der Herzen
- 1944: Die schwarze Robe
- 1944/49: Der große Fall
- 1945: Das alte Lied
- 1947: … und über uns der Himmel
- 1948: Morituri
- 1949: Gesucht wird Majora
- 1949: Madonna in Ketten
- 1950: Export in Blond
- 1953: Käpt’n Bay-Bay
- 1975: Motiv Liebe, Folge: Goldener Käfig (TV-Serie)